# Малі Хурси
Малі Хурси — село, Ковалівської сільська рада, Шишацький район, Полтавська область, Україна.
Село ліквідоване 1986 року.

## Географія
Село Малі Хурси розташоване на лівому березі річки Стеха, за 2-а км від села Михайлики. Річка в цьому місці пересихає, на ній зроблена велика загата.

## Історія
- 1986 — село ліквідоване[1].